# Musée préfectoral des beaux-arts d'Okayama
Le musée préfectoral des beaux-arts d'Okayama (岡山県立美術館, Okayama Kenritsu Bijutsukan) se trouve à Okayama, préfecture d'Okayama au Japon. C'est un des nombreux musées au Japon financés par une préfecture.
Le musée, conçu par l'architecte Okada Shinichi (ja), ouvre ses portes le 18 mars 1988. Sa collection est riche d'environ deux mille pièces,. Le musée organise des expositions temporaires, en plus de ses collections permanentes.